# Chelidura semenovi
Chelidura semenovi – gatunek skorka z rodziny skorkowatych i podrodziny Anechurinae.
Gatunek ten po raz pierwszy opisany został w 1934 roku pod nazwą Burriola semenovi przez Grigorija Bej-Bienkę. Epitet gatunkowy nadano na cześć Andrieja Siemionowa-Tian-Szanskiego. Do rodzaju Chelidura przeniesiony został w 1990 roku przez Henrika Steinmanna.
Skorek ten ma stosunkowo krępe ciało, u samca osiągające od 16 do 19 mm długości ciała mierzonej wraz ze szczypcami, natomiast samica pozostaje nieznana nauce. Ubarwiony jest brązowawoczarno. Duża, przypłaszczona, szeroka głowa ma wyraźne szwy, ledwo pośrodku wklęśniętą tylną krawędź i duże, ale nieco krótsze od skroni oczy. Czułki buduje 12 członów, z których pierwszy jest mniej więcej tak długi jak ich rozstaw, drugi jest kwadratowy, a trzeci i piąty są walcowate, tak samo długie, trzykrotnie dłuższe niż szerokie i w połowie tak długie jak stożkowaty lub prawie stożkowaty czwarty. Silnie poprzeczne, mniej więcej tak szerokie jak głowa przedplecze ma proste i równoległe krawędzie boczne, szeroko zaokrągloną krawędź tylną i lekko napęczniałą powierzchnię ze spłaszczonymi bokami. Pod szczątkowymi pokrywami brak jest skrzydeł tylnej pary. Przedpiersie ma silnie rozszerzony przód, a śródpiersie jest poprzecznie jajowate i prawie dwukrotnie szersze niż dłuższe. Delikatnie spłaszczony i nieco przed wierzchołkiem rozszerzony odwłok ma tergity trzeci i czwarty z wyraźnymi podgięciami gruczołowe na bokach. Silnie poprzeczny tergit ostatni jest nieco rozszerzony ku tyłowi i ma trójkątny guzek z boku. Przysadki odwłokowe (szczypce) mają szeroko rozstawione, silnie faliste w płaszczyźnie poziomej i pionowej, nieuzbrojone ząbkami ani guzkami ramiona. Narządy rozrodcze samca charakteryzują się zwężoną nasadowo i rozszerzoną wierzchołkowo płytką centralną oraz relatywnie długą, zaopatrzoną w pęcherzyk nasadowy virgą w płacie genitalnym.
Owad palearktyczny, endemiczny dla Chin, znany z Tybetu i Syczuanu.